# Aftersun (pel·lícula de 2022)
Aftersun (lit. ‘Postsolar’) és un film dramàtic del 2022 escrit i dirigit per Charlotte Wells i protagonitzat per Paul Mescal, Frankie Corio i Celia Rowlson-Hall. És un drama d'època ambientat al final dels anys 90 a Turquia. S'ha subtitulat al català.
Es va estrenar als Estats Units el 21 d'octubre del 2022 i al Regne Unit el 18 de novembre del 2022. Va ser globalment aclamat per la crítica, que va elogiar la direcció i el guió de Wells, a més de la interpretació de Mescal i Corio. També va ser qualificat per la National Board of Review d'un dels millors films del 2022 i va obtenir una posició alta en l'enquesta de la revista Sight & Sound de la mateixa premissa.

## Argument
La Sophie, d'11 anys, se'n va de vacances d'estiu a un hotel de la Ribera Turca amb son pare, l'amorós i somiatruites però angoixat Calum, de 30 anys i d'origen escocès. La Sophie és una noia curiosa, intel·ligent i observadora que sent com comença a créixer i entra a l'adolescència quan observa els adolescents allotjats al complex turc interactuar sexoafectivament.
Durant les vacances, la Sophie també percep certa distància entre ella i son pare. En Calum l'estima profundament, però mostra signes de desinterès general, cosa que mira d'ocultar-li mantenint una falsa faceta de satisfacció mentre està amb ella. Havent-se divorciat amistosament de la mare de la Sophie, s'enfronta a problemes laborals i financers. En Calum prova sense resultat de fer desaparèixer els sentiments d'autoodi i tristesa que el dominen a partir del taitxi i els llibres d'autoajuda.
La naturalesa sagaç de la Sophie li permet de reconèixer que son pare s'enfronta a un gran nombre de qüestions adultes que encara no entén. En una ocasió, després que ella perd la màscara fent submarinisme, en Calum fingeix indiferència, però la Sophie sap que l'ha empipat l'error perquè entén que era un artefacte car, així que reconforta son pare. Tot seguit, en Calum expressa a l'instructor de busseig que hi ha a l'embarcació que el sorprèn haver arribat als 30 anys i que no espera arribar als 40.
En un altre moment, en Calum i la Sophie entren a la botiga d'un comerciant de catifes i ella s'adona que es frena a l'hora de comprar-ne una que li agrada pel preu. Amb tot, més tard, torna a l'establiment sense la Sophie i efectua la compra a desgrat del cost.
Fins i tot, la perspicàcia de la Sophie sorprèn en Calum i sense voler el deprimeix encara més. Apareix en una escena plorant desconsoladament i amb una carta de comiat a la filla. Tanmateix, es produeix el moment culminant de la seva relació al final de les vacances quan junts ballen Under Pressure. S'uneixen en una de les últimes abraçades que es faran mai.
Al llarg del film es mostren seqüències de ball en una rave il·luminades amb llum estroboscòpica. Una gentada dansa, entre la qual hi ha un Calum frenètic i marcat d'estupor, i de lluny una Sophie adulta s'ho mira, confusa. Intenta acostar-se a en Calum més d'una vegada, però no ho aconsegueix, i quan finalment hi reïx l'empeny iracundament.
A continuació, surten en Calum i la Sophie a l'aeroport en el que representa la fi de les vacances i el darrer moment que passen plegats. Ell se n'acomiada amb la mà i la veu partir en el vol de retorn a casa amb la mare. Aleshores, es gira i camina pel passadís fins a accedir a la sala de la rave.
Vint anys després, en Calum ja no està present a la vida de la Sophie. Ella, a 31 anys, mira en retrospectiva el viatge a Turquia amb son pare ajudada per la gravació en format DVR que tots dos van anar fent llavors. Acompanyada del vídeo, fa memòria de l'experiència, reflexiona sobre llur relació i les parts d'ell que no va poder conèixer ni entendre quan tenia 11 anys, però que ara li arriben punyents.

## Repartiment
- Paul Mescal com a Calum Paterson
- Frankie Corio com a Sophie Paterson preadolescent
- Celia Rowlson-Hall com a Sophie adulta
- Brooklyn Toulson com a Michael
- Sally Messham com a Belinda
- Spike Fearn com a Olly
- Harry Perdios com a Toby
- Ruby Thompson com a Laura
- Ethan James Smith com a Scott
- Kayleigh Coleman com a Jane

## Producció

### Equip de filmació
Aftersun és el primer llargmetratge de la directora i guionista Charlotte Wells. Va desenvolupar el guió d'Aftersun el 2020 com a part del Sundance Screenwriters Lab. Va qualificar-lo d'emocionalment —i no totalment— autobiogràfic i va assegurar que va voler endinsar-se en una etapa diferent d'una relació entre un progenitor jove i una filla que la del seu curtmetratge debut Tuesday. La idea li va venir regirant fotos antigues de la família: va impactar-la que jove hi semblava son pare tenint la mateixa edat que ella aleshores. A partir d'aquí va néixer la premissa del film.
L'actriu infantil principal, Frankie Corio, va ser triada d'entre més de 800 candidates. Celia Rowlson-Hall fa el seu paper d'adulta i Paul Mescal, el de pare en tant que coprotagonista. També hi va participar com a intèrpret Brooklyn Toulson en un rol secundari.

### Finançament i rodatge
La pel·lícula va rebre un total de 920.000 £ de finançament a través del Film Fund del British Film Institute. El rodatge es va dur a terme a Turquia. Gregory Oke va fer de director de fotografia.

### Muntatge i banda sonora
Blair McClendon va ser el muntador encarregat d'Aftersun. Segons Wells, aquesta part del procés va comportar 7 mesos de treball. Destaca la combinació d'enregistraments amb càmera de vídeo amb records reals i imaginaris. La música, una banda sonora pop dels anys 90 d'acord amb l'època d'ambientació, va ser composta pel violoncel·lista Oliver Coates.

## Estrena
El film es va estrenar com a part de la Setmana de la Crítica durant el Festival de Canes 2022, on va guanyar un premi del jurat. Per torna, es va projectar al Festival Internacional de Cinema d'Edimburg, al Festival Internacional de Cinema de Melbourne, al Festival de Cinema de Telluride, al Festival Internacional de Cinema de Toronto, al Festival de Cinema de Londres, al Film de Cinema de Nova York i al Festival de Cinema d'Adelaida.
Va ser distribuït a Àustria, França, Alemanya, l'Índia, Irlanda, Itàlia, l'Amèrica Llatina, Espanya, Turquia i el Regne Unit per Mubi i als Estats Units i el Canadà per A24. En concret, es va estrenar al Regne Unit el 18 de novembre de 2022 i als Estats Units el 21 d'octubre de 2022. Posteriorment, el 20 de desembre del 2022, es va llançar en els canals de vídeo a la carta.

## Recepció

### Resposta crítica

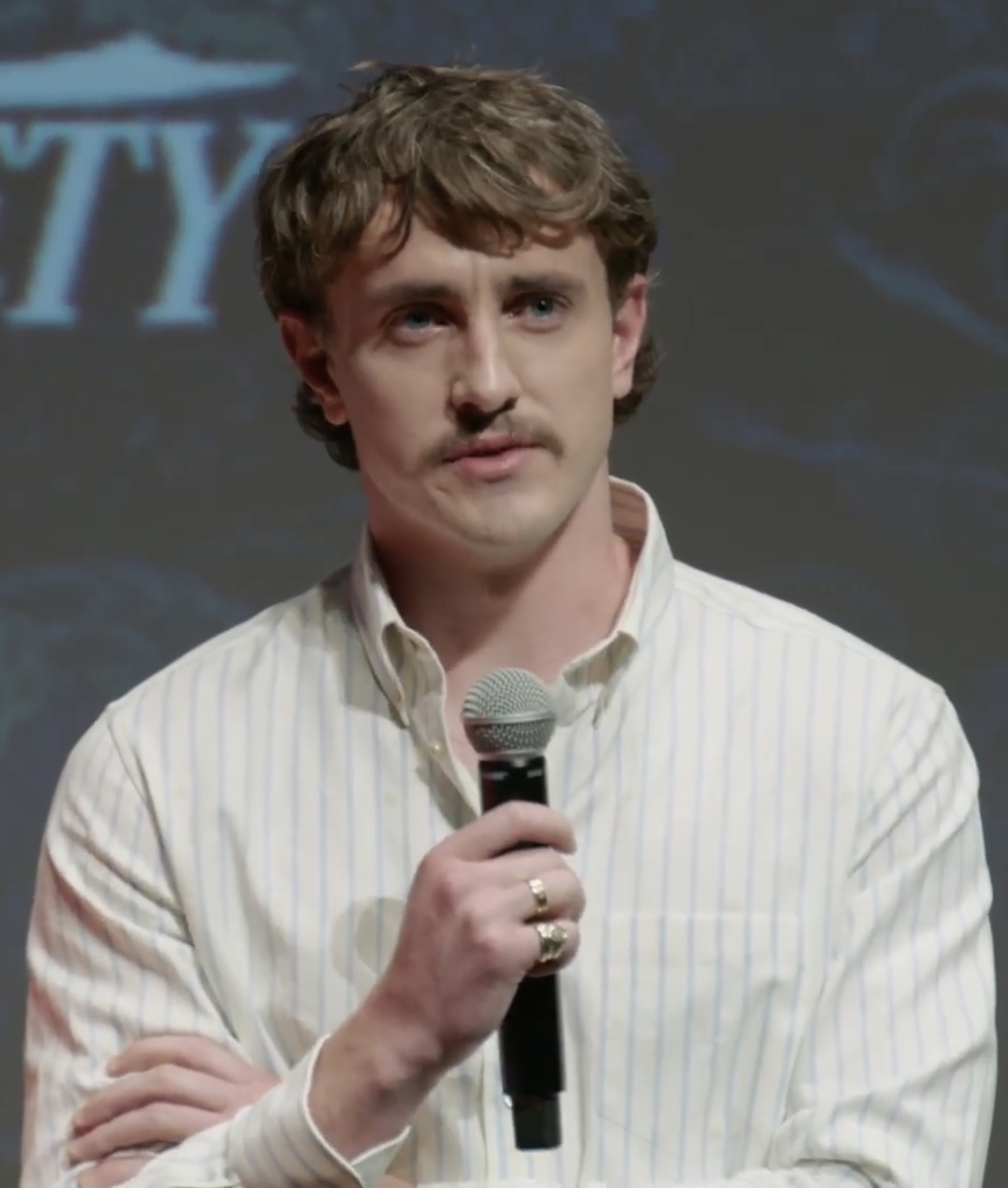
La interpretació de Paul Mescal va ser lloada per la crítica.

A Rotten Tomatoes, Aftersun va ser aprovat pel 96 % de les 188 ressenyes que va tenir i va obtenir una valoració mitjana de 8,9/10. El text consensuat pels crítics del lloc web és el següent: «Encapçalat per l'actuació esplèndida de Frankie Corio, Aftersun condueix hàbilment el públic a la intersecció entre el record dels éssers estimats i la seva veritable naturalesa». Metacritic va assignar-li una puntuació mitjana ponderada de 95/100 basant-se en la valoració de 45 crítics, un indicador de l'aclamació universal que va rebre.
A.O. Scott del New York Times va descriure la pel·lícula com «sorprenent i devastadora» i va felicitar Wells per «gairebé haver reinventat el llenguatge del cinema i haver desblocat el potencial sovint desaprofitat del mitjà per a revelar la consciència i els sentiments del món interior». Fionnuala Halligan de Screen Daily va escriure que «l'escorcoll amidat, però implacable de Wells […] la fa destacar com una de les veus emergents més prometedores del cinema britànic dels últims anys». Guy Lodge de Variety va definir Aftersun com «sensual, molt commovedora». Carlos Aguilar de The Wrap va complimentar-ne la cinematografia «visualment fluida» i va expressar que per a ell «evoca una melancolia radiant». Michael Meyns, corresponsal d'Arbeitsgemeinschaft Kino, ressalta que Aftersun no s'explica en present, sinó en perfet.
Pel que fa a la crítica als Països Catalans, María Adell Carmona de l'Ara reincideix en la qüestió de la innovació formal de Wells proclamant que «s'allunya de la narrativa convencional per acostar-se al llenguatge sensual i el·líptic de la poesia». Quim Casas d'El Periódico de Catalunya l'aplaudeix també i la caracteritza com «una insolentment madura pel·lícula sobre les relacions paternofilials». En canvi, Júlia Costa de Llegir.cat expressa que si bé el repartiment i la fotografia són excel·lents, la peça revela tan poca informació en proporció a l'expectació que genera al públic que tem que el resultat pot arribar a ser decebedor.

### Premis i nominacions
| Any  | Premi                                                          | Categoria                                               | Receptor(s)                                                               | Resultat  | Ref.                 |
| ---- | -------------------------------------------------------------- | ------------------------------------------------------- | ------------------------------------------------------------------------- | --------- | -------------------- |
| 2022 | Festival Internacional de Cinema de Canes                      | Gran Premi de la Setmana de la Crítica                  | Charlotte Wells                                                           | Nominat   | [ 37 ]               |
| 2022 | Festival Internacional de Cinema de Canes                      | Premi del Jurat del Toc Francès                         | Charlotte Wells                                                           | Guanyador | [ 37 ]               |
| 2022 | Festival Internacional de Cinema de Múnic                      | Premi CineVision                                        | Charlotte Wells                                                           | Guanyador | [ 38 ]               |
| 2022 | Festival de Cinema de Sarajevo                                 | Premi Especial per la Promoció de la Igualtat de Gènere | Aftersun                                                                  | Guanyador | [ 39 ]               |
| 2022 | Festival Internacional de Cinema de Melbourne                  | Premi Horitzó Brillant                                  | Aftersun                                                                  | Nominat   | [ 40 ]               |
| 2022 | Festival de Cinema Americà de Deauville                        | Gran Premi                                              | Aftersun                                                                  | Guanyador | [ 41 ] [ 42 ]        |
| 2022 | Festival de Cinema Americà de Deauville                        | Premi de la Crítica                                     | Aftersun                                                                  | Guanyador | [ 41 ] [ 42 ]        |
| 2022 | Festival de Cinema de Zuric                                    | Millor llargmetratge internacional                      | Aftersun                                                                  | Nominat   | [ 43 ]               |
| 2022 | Festival de Cinema de Montclair                                | Llargmetratge de ficció                                 | Aftersun                                                                  | Guanyador | [ 44 ]               |
| 2022 | Festival de Cinema Europeu de Sevilla                          | Premi New Waves al millor film                          | Aftersun                                                                  | Guanyador | [ 45 ]               |
| 2022 | Premis Gotham                                                  | Millor llargmetratge                                    | Aftersun                                                                  | Nominat   | [ 46 ]               |
| 2022 | Premis Gotham                                                  | Actor principal extraordinari                           | Paul Mescal                                                               | Nominat   | [ 46 ]               |
| 2022 | Premis Gotham                                                  | Actor revelació                                         | Frankie Corio                                                             | Nominat   | [ 46 ]               |
| 2022 | Premis Gotham                                                  | Premi Bingham Ray al director revelació                 | Charlotte Wells                                                           | Guanyador | [ 46 ]               |
| 2022 | Premis New York Film Critics Circle                            | Millor film debut                                       | Aftersun                                                                  | Guanyador | [ 47 ]               |
| 2022 | Premis British Independent Film                                | Millor film independent britànic                        | Charlotte Wells, Barry Jenkins, Mark Ceryak, Adele Romanski i Amy Jackson | Guanyador | [ 48 ] [ 49 ] [ 50 ] |
| 2022 | Premis British Independent Film                                | Millor director                                         | Charlotte Wells                                                           | Guanyador | [ 48 ] [ 49 ] [ 50 ] |
| 2022 | Premis British Independent Film                                | Millor conjunt d'actors principals                      | Frankie Corio i Paul Mescal                                               | Nominat   | [ 48 ] [ 49 ] [ 50 ] |
| 2022 | Premis British Independent Film                                | Actor revelació                                         | Frankie Corio                                                             | Nominat   | [ 48 ] [ 49 ] [ 50 ] |
| 2022 | Premis British Independent Film                                | Millor guió                                             | Charlotte Wells                                                           | Guanyador | [ 48 ] [ 49 ] [ 50 ] |
| 2022 | Premis British Independent Film                                | Premi Douglas Hickox al millor director debutant        | Charlotte Wells                                                           | Guanyador | [ 48 ] [ 49 ] [ 50 ] |
| 2022 | Premis British Independent Film                                | Millor guionista debutant                               | Charlotte Wells                                                           | Nominat   | [ 48 ] [ 49 ] [ 50 ] |
| 2022 | Premis British Independent Film                                | Millor repartiment                                      | Lucy Pardee                                                               | Nominat   | [ 48 ] [ 49 ] [ 50 ] |
| 2022 | Premis British Independent Film                                | Millor direcció de fotografia                           | Gregory Oke                                                               | Guanyador | [ 48 ] [ 49 ] [ 50 ] |
| 2022 | Premis British Independent Film                                | Millor disseny de vestuari                              | Frank Gallacher                                                           | Nominat   | [ 48 ] [ 49 ] [ 50 ] |
| 2022 | Premis British Independent Film                                | Millor muntatge                                         | Blair McClendon                                                           | Guanyador | [ 48 ] [ 49 ] [ 50 ] |
| 2022 | Premis British Independent Film                                | Millors maquillatge i pentinats                         | Oya Aygör i Murat Çağin                                                   | Nominat   | [ 48 ] [ 49 ] [ 50 ] |
| 2022 | Premis British Independent Film                                | Millor música original                                  | Oliver Coates                                                             | Nominat   | [ 48 ] [ 49 ] [ 50 ] |
| 2022 | Premis British Independent Film                                | Millor supervisió musical                               | Lucy Bright                                                               | Guanyador | [ 48 ] [ 49 ] [ 50 ] |
| 2022 | Premis British Independent Film                                | Millor disseny de producció                             | Bailur Turan                                                              | Nominat   | [ 48 ] [ 49 ] [ 50 ] |
| 2022 | Premis British Independent Film                                | Millor so                                               | Jovan Adjer i Vijay Rathinam                                              | Nominat   | [ 48 ] [ 49 ] [ 50 ] |
| 2022 | National Board of Review                                       | 10 pel·lícules més destacades                           | Aftersun                                                                  | Guanyador | [ 51 ]               |
| 2022 | National Board of Review                                       | Millor director debutant                                | Charlotte Wells                                                           | Guanyador | [ 51 ]               |
| 2022 | Premis del Cinema Europeu                                      | Millor actor                                            | Paul Mescal                                                               | Nominat   | [ 52 ]               |
| 2022 | Societat de Crítics de Cinema de Boston                        | Millor director novell                                  | Charlotte Wells                                                           | Guanyador | [ 53 ]               |
| 2022 | Societat de Crítics de Cinema de Boston                        | Millor muntatge                                         | Blair McClendon                                                           | Guanyador | [ 53 ]               |
| 2022 | Associació de Crítics de Cinema de Los Angeles                 | Millor muntatge                                         | Blair McClendon                                                           | Guanyador | [ 54 ]               |
| 2022 | New York Film Critics Online                                   | Millor director debutant                                | Charlotte Wells                                                           | Guanyador | [ 55 ]               |
| 2022 | Las Vegas Film Critics Society                                 | Director revelació                                      | Charlotte Wells                                                           | Guanyador | [ 56 ]               |
| 2022 | Las Vegas Film Critics Society                                 | Millor actriu jove                                      | Frankie Corio                                                             | Guanyador | [ 56 ]               |
| 2022 | Associació de Crítics Cinematogràfics de l'Àrea de Washington  | Millor actor                                            | Paul Mescal                                                               | Nominat   | [ 57 ]               |
| 2022 | Associació de Crítics Cinematogràfics de l'Àrea de Washington  | Millor actor jove                                       | Frankie Corio                                                             | Nominat   | [ 57 ]               |
| 2022 | Associació de Crítics de Cinema de Chicago                     | Millor film                                             | Aftersun                                                                  | Nominat   | [ 58 ]               |
| 2022 | Associació de Crítics de Cinema de Chicago                     | Millor actor                                            | Paul Mescal                                                               | Nominat   | [ 58 ]               |
| 2022 | Associació de Crítics de Cinema de Chicago                     | Millor guió original                                    | Charlotte Wells                                                           | Nominat   | [ 58 ]               |
| 2022 | Associació de Crítics de Cinema de Chicago                     | Millor muntatge                                         | Blair McClendon                                                           | Nominat   | [ 58 ]               |
| 2022 | Associació de Crítics de Cinema de Chicago                     | Premi Milos Stehlik al director revelació               | Charlotte Wells                                                           | Guanyador | [ 58 ]               |
| 2022 | Associació de Crítics de Cinema de Chicago                     | Actor més prometedor                                    | Frankie Corio                                                             | Nominat   | [ 58 ]               |
| 2022 | Cercle de Crítics de Cinema de Dublín                          | Millor film                                             | Aftersun                                                                  | Nominat   | [ 59 ]               |
| 2022 | Cercle de Crítics de Cinema de Dublín                          | Millor director                                         | Charlotte Wells                                                           | Guanyador | [ 59 ]               |
| 2022 | Cercle de Crítics de Cinema de Dublín                          | Millor guió                                             | Charlotte Wells                                                           | Nominat   | [ 59 ]               |
| 2022 | Cercle de Crítics de Cinema de Dublín                          | Millor actor                                            | Paul Mescal                                                               | Nominat   | [ 59 ]               |
| 2022 | Cercle de Crítics de Phoenix                                   | Millor fotografia                                       | Aftersun                                                                  | Nominat   | [ 60 ]               |
| 2022 | Associació en Línia de Crítics de Cinema de Boston             | 10 pel·lícules més destacades                           | Aftersun                                                                  | Guanyador | [ 61 ]               |
| 2022 | Associació de Crítics de Cinema de Saint Louis                 | Millor actor                                            | Paul Mescal                                                               | Nominat   | [ 62 ]               |
| 2022 | Associació de Periodistes de Cinema d'Indiana                  | Millor film                                             | Aftersun                                                                  | Nominat   | [ 63 ]               |
| 2022 | Associació de Periodistes de Cinema d'Indiana                  | Millor director                                         | Charlotte Wells                                                           | Nominat   | [ 63 ]               |
| 2022 | Associació de Periodistes de Cinema d'Indiana                  | Millor actor principal                                  | Paul Mescal                                                               | Nominat   | [ 63 ]               |
| 2022 | Associació de Periodistes de Cinema d'Indiana                  | Millor actor secundari                                  | Frankie Corio                                                             | Nominat   | [ 63 ]               |
| 2022 | Associació de Periodistes de Cinema d'Indiana                  | Millor muntatge                                         | Blair McClendon                                                           | Nominat   | [ 63 ]               |
| 2022 | Associació de Periodistes de Cinema d'Indiana                  | Revelació de l'any                                      | Charlotte Wells (guionista-directora)                                     | Guanyador | [ 63 ]               |
| 2022 | Associació de Periodistes de Cinema d'Indiana                  | Revelació de l'any                                      | Frankie Corio (intèrpret)                                                 | Nominat   | [ 63 ]               |
| 2022 | Societat de Crítics de Cinema de Phoenix                       | Millor actor jove                                       | Frankie Corio                                                             | Guanyador | [ 64 ]               |
| 2022 | Associació en Línia de Crítiques de Cinema                     | Millor director revelació                               | Charlotte Wells                                                           | Guanyador | [ 65 ]               |
| 2022 | Associació en Línia de Crítiques de Cinema                     | Millor actor revelació                                  | Frankie Corio                                                             | Nominat   | [ 65 ]               |
| 2022 | Associació en Línia de Crítiques de Cinema                     | Millor actor principal masculí                          | Paul Mescal                                                               | Nominat   | [ 65 ]               |
| 2022 | Associació de Crítics de Cinema de Texas del Nord              | Millor debutant                                         | Frankie Corio                                                             | Nominat   | [ 66 ]               |
| 2022 | Cercle de Crítics de Cinema de Florida                         | Millor fotografia                                       | Aftersun                                                                  | Nominat   | [ 67 ]               |
| 2022 | Cercle de Crítics de Cinema de Florida                         | Millor director                                         | Charlotte Wells                                                           | Nominat   | [ 67 ]               |
| 2022 | Cercle de Crítics de Cinema de Florida                         | Millor film debut                                       | Charlotte Wells                                                           | Guanyador | [ 67 ]               |
| 2022 | Cercle de Crítics de Cinema de Florida                         | Millor actor                                            | Paul Mescal                                                               | Nominat   | [ 67 ]               |
| 2022 | Cercle de Crítics de Cinema de Florida                         | Premi Revelació                                         | Frankie Corio                                                             | Segon     | [ 67 ]               |
| 2022 | Associació de Crítics de Cinema de la Greater Western New York | Millor director                                         | Charlotte Wells                                                           | Nominat   | [ 68 ]               |
| 2022 | Associació de Crítics de Cinema de la Greater Western New York | Guió original                                           | Charlotte Wells                                                           | Nominat   | [ 68 ]               |
| 2022 | Associació de Crítics de Cinema de la Greater Western New York | Director revelació                                      | Charlotte Wells                                                           | Guanyador | [ 68 ]               |
| 2022 | Associació de Crítics de Cinema de la Greater Western New York | Actor principal                                         | Paul Mescal                                                               | Nominat   | [ 68 ]               |
| 2022 | Associació de Crítics de Cinema de la Greater Western New York | Actor revelació                                         | Frankie Corio                                                             | Nominat   | [ 68 ]               |
| 2022 | Associació de Crítics de Cinema del Regne Unit                 | Film de l'any                                           | Aftersun                                                                  | Nominat   | [ 69 ]               |
| 2022 | Associació de Crítics de Cinema del Regne Unit                 | Director de l'any                                       | Charlotte Wells                                                           | Nominat   | [ 69 ]               |
| 2022 | Associació de Crítics de Cinema del Regne Unit                 | Guió de l'any                                           | Charlotte Wells                                                           | Nominat   | [ 69 ]               |
| 2022 | Associació de Crítics de Cinema del Regne Unit                 | Actor de l'any                                          | Paul Mescal                                                               | Nominat   | [ 69 ]               |
| 2022 | Associació de Crítics de Cinema del Regne Unit                 | Actriu secundària de l'any                              | Frankie Corio                                                             | Nominat   | [ 69 ]               |
| 2023 | Associació de Crítics de Cinema de Carolina del Nord           | Millor director debutant                                | Charlotte Wells                                                           | Pendent   | [ 70 ]               |
| 2023 | Associació de Crítics de Cinema de Carolina del Nord           | Millor actor revelació                                  | Frankie Corio                                                             | Pendent   | [ 70 ]               |
| 2023 | Associació de Crítics de Cinema de Columbus                    | Millor film                                             | Aftersun                                                                  | Pendent   | [ 71 ]               |
| 2023 | Associació de Crítics de Cinema de Columbus                    | Millor actor principal                                  | Paul Mescal                                                               | Pendent   | [ 71 ]               |
| 2023 | Associació de Crítics de Cinema de Columbus                    | Millor cineasta revelació                               | Charlotte Wells (per direcció i guionatge)                                | Pendent   | [ 71 ]               |
| 2023 | Cinema Eye Honors                                              | Premi Heterodox                                         | Aftersun                                                                  | Pendent   | [ 72 ]               |
| 2023 | Premis de la Crítica Cinematogràfica                           | Millor actor                                            | Paul Mescal                                                               | Pendent   | [ 73 ]               |
| 2023 | Premis de la Crítica Cinematogràfica                           | Millor actor o actriu jove                              | Frankie Corio                                                             | Pendent   | [ 73 ]               |
| 2023 | Premis de la Crítica Cinematogràfica                           | Millor guió original                                    | Charlotte Wells                                                           | Pendent   | [ 73 ]               |
| 2023 | Cercle de Crítics de Cinema de Londres                         | Film de l'any                                           | Aftersun                                                                  | Pendent   | [ 74 ]               |
| 2023 | Cercle de Crítics de Cinema de Londres                         | Film britànic o irlandès de l'any                       | Aftersun                                                                  | Pendent   | [ 74 ]               |
| 2023 | Cercle de Crítics de Cinema de Londres                         | Director de l'any                                       | Charlotte Wells                                                           | Pendent   | [ 74 ]               |
| 2023 | Cercle de Crítics de Cinema de Londres                         | Guionista de l'any                                      | Charlotte Wells                                                           | Pendent   | [ 74 ]               |
| 2023 | Cercle de Crítics de Cinema de Londres                         | Director britànic o irlandès revelació de l'any         | Charlotte Wells                                                           | Pendent   | [ 74 ]               |
| 2023 | Cercle de Crítics de Cinema de Londres                         | Actor de l'any                                          | Paul Mescal                                                               | Pendent   | [ 74 ]               |
| 2023 | Cercle de Crítics de Cinema de Londres                         | Millor actor britànic o irlandès de l'any               | Paul Mescal                                                               | Pendent   | [ 74 ]               |
| 2023 | Cercle de Crítics de Cinema de Londres                         | Actor britànic o irlandès jove de l'any                 | Frankie Corio                                                             | Pendent   | [ 74 ]               |
| 2023 | Associació de Crítics de Hollywood                             | Millor actor                                            | Paul Mescal                                                               | Pendent   | [ 75 ]               |
| 2023 | Associació de Crítics de Hollywood                             | Millor llargmetratge                                    | Charlotte Wells                                                           | Pendent   | [ 75 ]               |
| 2023 | Associació de Crítics de Hollywood                             | Millor film independent                                 | Aftersun                                                                  | Pendent   | [ 75 ]               |
| 2023 | Premis Independent Spirit                                      | Millor llargmetratge debut                              | Charlotte Wells, Mark Ceryak, Amy Jackson, Barry Jenkins i Adele Romanski | Pendent   | [ 76 ]               |
| 2023 | Premis Independent Spirit                                      | Millor actor principal                                  | Paul Mescal                                                               | Pendent   | [ 76 ]               |
| 2023 | Premis Independent Spirit                                      | Millor actor revelació                                  | Frankie Corio                                                             | Pendent   | [ 76 ]               |
| 2023 | Premis Independent Spirit                                      | Millor fotografia                                       | Gregory Oke                                                               | Pendent   | [ 76 ]               |
| 2023 | Premis Independent Spirit                                      | Millor muntatge                                         | Blair McClendon                                                           | Pendent   | [ 76 ]               |
| TBD  | Aliança de Dones Periodistes de Cinema                         | Millor director                                         | Charlotte Wells                                                           | Pendent   | [ 77 ]               |
| TBD  | Aliança de Dones Periodistes de Cinema                         | Millor guió                                             | Charlotte Wells                                                           | Pendent   | [ 77 ]               |
| TBD  | Aliança de Dones Periodistes de Cinema                         | Millor directora dona                                   | Charlotte Wells                                                           | Pendent   | [ 77 ]               |
| TBD  | Aliança de Dones Periodistes de Cinema                         | Millor guionista dona                                   | Charlotte Wells                                                           | Pendent   | [ 77 ]               |
| TBD  | Aliança de Dones Periodistes de Cinema                         | Millor actor                                            | Paul Mescal                                                               | Pendent   | [ 77 ]               |
| TBD  | Aliança de Dones Periodistes de Cinema                         | Millor actriu revelació                                 | Frankie Corio                                                             | Pendent   | [ 77 ]               |